# 376 Geometria
Geometria (asteroide 376) é um asteroide da cintura principal com um diâmetro de 34,91 quilómetros, a 1,8965483 UA. Possui uma excentricidade de 0,1714106 e um período orbital de 1 264,83 dias (3,46 anos).
Geometria tem uma velocidade orbital média de 19,68704281 km/s e uma inclinação de 5,43035º.
Este asteroide foi descoberto em 18 de Setembro de 1893 por Auguste Charlois.
Este asteroide recebeu este nome em homenagem a Geometria.